# Višji sesalci
Višji sesalci so podrazred sesalcev. Značilnost višjih sesalcev je, da se mladiči razvijejo v telesu matere – v maternici in da kotijo žive mladiče.
Višji sesalci (infrarazred Placentalia) so eden od treh obstoječih pododdelkov razreda sesalcev (Mammalia), druga dva pa sta stokovci (Monotremata) in vrečarji (Marsupialia). Med višje sesalce uvrščamo veliko večino obstoječih sesalcev, ki se delno razlikujejo od stokovcev in vrečarjev po tem, da se plod prenaša v maternici svoje matere do relativno pozne stopnje razvoja. Ime je nekoliko netočno, če upoštevamo, da vrečarji svoje plodove hranijo tudi prek posteljice, čeprav relativno krajše obdobje, pri čemer skotijo manj razvite mladiče, ki se nato nekaj časa negujejo v materini vrečki.

## Primeri višje razvitih sesalcev
- žužkojedi: jež, krt, rovke
- prvaki: polopice, opice, človek
- netopirji: veliki podkovnjak
- mrenarji
- redkozobci: lenivci, mravljinčarji, pasavci
- luskavci
- zajci: zajec, kunec
- glodavci: veverica, bober, veliki voluhar, podgana, hišna miš, polh
- zveri: medvedi, psi, kune, mačke
- plavutonožci: mrož, tjulenj
- sodoprsti kopitarji ali parkljarji: svinje, kamele, goveda, jeleni
- lihoprsti kopitarji: konji, nosorogi
- sirene ali morske krave
- trobčarji: afriški slon, indijski slon
- kiti: zobati kiti, vosati kiti